# Weleda (Unternehmen)
Die Weleda AG ist eine Schweizer Unternehmensgruppe für zertifizierte Naturkosmetik und anthroposophische Arzneimittel mit Hauptsitz in Arlesheim bei Basel, Schweiz. Das Unternehmen wurde 1921 gegründet.

## Produkte
Im Jahr 2023 erzielte das Unternehmen 80,7 Prozent seines Umsatzes mit Naturkosmetik und 19,3 Prozent mit Arzneimitteln. Der Jahresumsatz lag bei 421,2 Millionen Euro, davon entfallen 340,1 Millionen auf die Sparte der Naturkosmetik, 81,2 Millionen auf Arzneimittel.
Die anthroposophischen Arzneimittel, die ursprünglich das Kerngeschäft ausmachten, werden auf Grundlage der anthroposophischen Medizin entwickelt und hergestellt. Zu den speziellen, von der Weleda entwickelten Herstellungsverfahren gehören das «Rh-Verfahren», das durch rhythmische Bewegungen die Haltbarkeit erhöhen soll, und die sogenannte «Vegetabilisierung» von Metallen.

## Organisation der Weleda-Gruppe

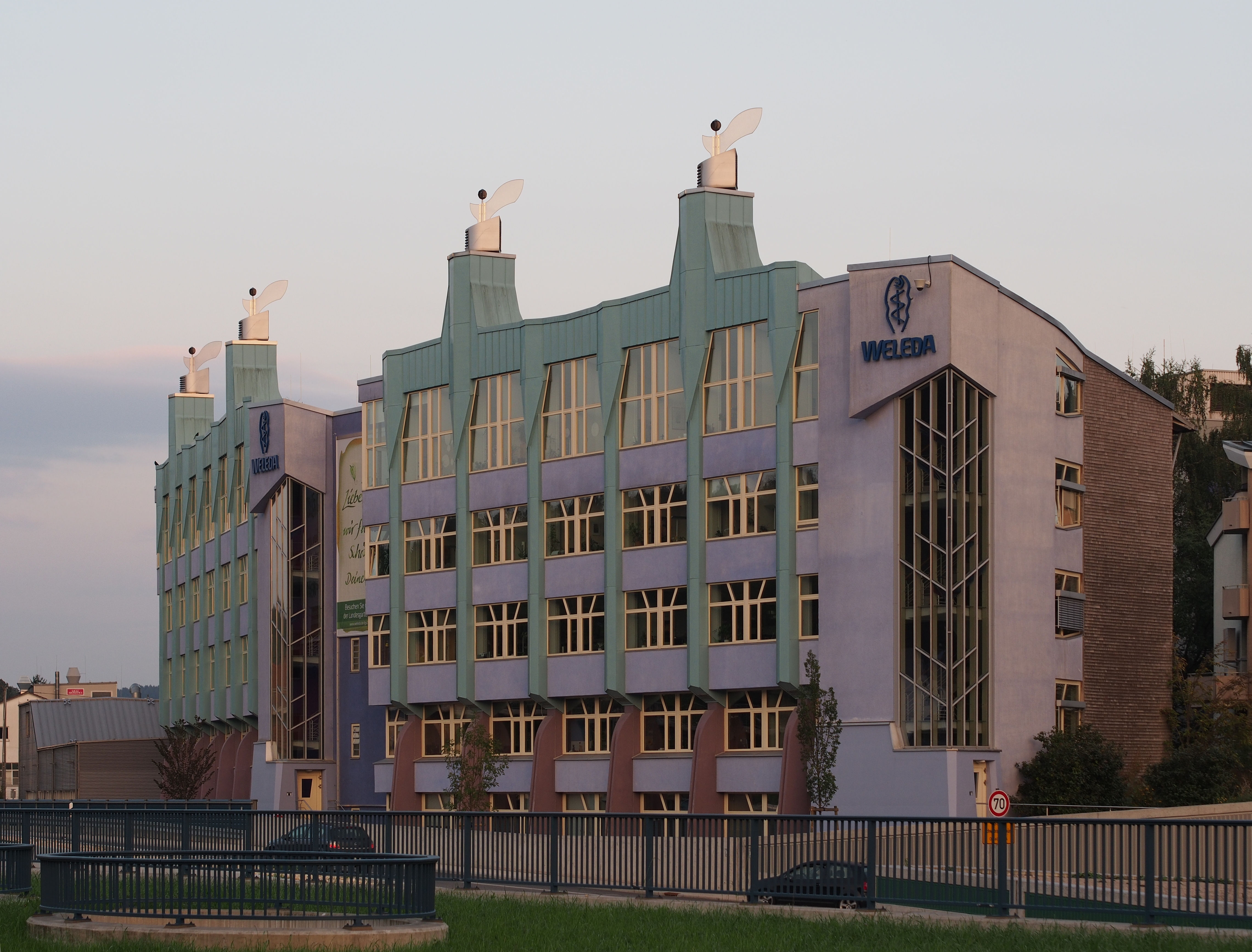
Hauptverwaltung der Weleda in Schwäbisch Gmünd

Die Weleda AG ist eine Aktiengesellschaft nach schweizerischem Recht mit Hauptsitz in Arlesheim bei Basel. Hauptaktionäre sind die Allgemeine Anthroposophische Gesellschaft und die Klinik Arlesheim AG, die zusammen 76,7 Prozent der Stimmrechte halten und 33,7 Prozent des Kapitals besitzen. Die restlichen Namensaktien und stimmrechtslosen Partizipationsscheine befinden sich in Streubesitz.
Der Verwaltungsrat setzt sich zusammen aus Vertretern der wichtigsten Anteilseigner und Persönlichkeiten aus dem Wirtschaftsleben. Auf der Generalversammlung am 7. Juni 2024 wurde Harald Matthes wieder in den Verwaltungsrat gewählt und der Verwaltungsrat um Andrea Martina Meyer-Stroink, Léa Steinacker und Richard Wolfgang Gerstenberg ergänzt.
Unternehmerisch geführt wird die Weleda-Gruppe von der Weleda-Geschäftsleitung. Sie ist verantwortlich für die Umsetzung der Unternehmensstrategie auf internationaler Ebene. Die Geschäftsleitung besteht aus: Tina Müller, CEO, und gleichzeitig verantwortlich für den Geschäftsbereich Kosmetik, sowie Mónica Mennet-von Eiff, Chief Pharma Officer, verantwortlich für den Geschäftsbereich Pharma.
Der größte Teil des Arzneimittel- und Naturkosmetiksortiments wird am Hauptsitz in Arlesheim und in der deutschen Niederlassung in Schwäbisch Gmünd produziert. Die internationale Weleda-Gruppe umfasst 29 Gesellschaften in 22 Ländern. Insgesamt beschäftigt das Unternehmen knapp 1500 Menschen.

## Geschichte

### Gründung und Namensgebung (1920–1924)

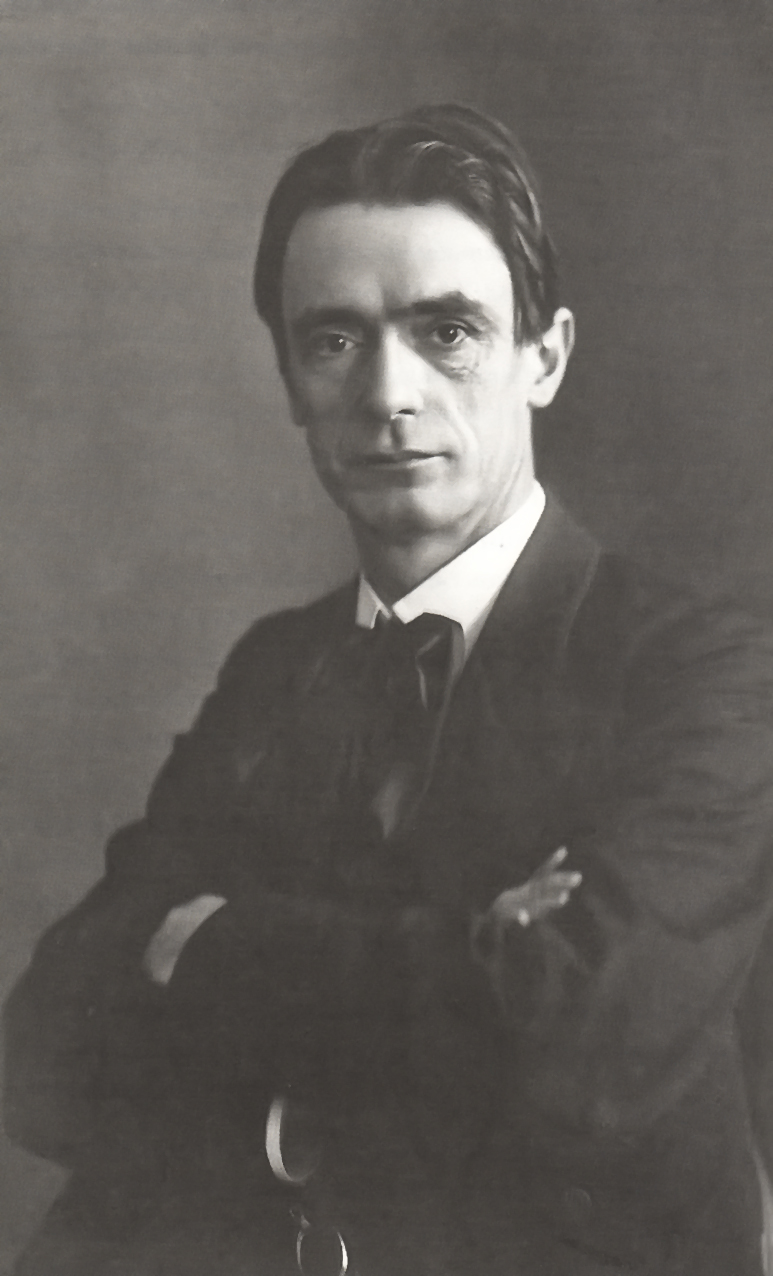
Rudolf Steiner um 1905

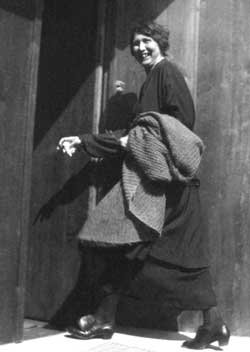
Ita Wegman 1926

Die heutige Weleda AG geht auf zwei Gründungen zurück, eine in Deutschland und eine in der Schweiz. In Stuttgart wurde die Firma Der kommende Tag – Aktiengesellschaft zur Förderung wirtschaftlicher und geistiger Werte am 13. März 1920 von Rudolf Steiner mitgegründet. Als Gründer zeichneten den Gesellschaftsvertrag Konradin Haußer, Emil Leinhas, Graf Otto von Lerchenfeld, Alfred Meebold, Emil Molt, José del Monte, Graf Ludwig von Polzer-Hoditz, Carl Unger und Rudolf Steiner. Letzterer war zugleich Vorsitzender des Aufsichtsrats. Fast alle Gründungsmitglieder waren bereits lange mit Rudolf Steiner und der Anthroposophie vertraut. Für eine zukünftige Heilmittelproduktion kaufte Der kommende Tag am 12. März 1920 die «Colonial-Werke Paul Rumpus», einen Mühlbetrieb in Schwäbisch Gmünd. Im Februar 1921 erwarb Der kommende Tag in Stuttgart die Liegenschaft Wildermuth, Gänsheide 28. Dort wurde das Herstellungslaboratorium eingerichtet, in dem 20 Heilmittel produziert wurden. Unter Leitung des Hamburger Arztes Otto Palmer öffnete am 15. August 1921 das Stuttgarter Klinisch-Therapeutische Institut.
Im selben Jahr, in dem die Der kommende Tag AG gegründet wurde, gründeten am 16. Juni 1920 Rudolf Steiner und Ita Wegman die schweizerische Futurum AG – Ökonomische Gesellschaft zur internationalen Förderung wirtschaftlicher und geistiger Werte in Dornach. Rudolf Steiner war auch hier Aufsichtsratsvorsitzender. Im September 1920 erwarb Ita Wegman ein zur Futurum AG gehörendes Grundstück in Arlesheim und gründete dort das Klinisch-Therapeutische Institut (heute: Klinik Arlesheim), das erste anthroposophische Krankenhaus weltweit. Ab dem 1. Februar 1921, nachdem das «Laboratorium am Goetheanum» gekauft worden war, verfügte die Futurum AG über eine pharmazeutische Herstellung. Im Juli 1921 kaufte Ita Wegman in der Nähe der Klinik die Liegenschaft Hirsland Nr. 218. Dort wurden die Versuchs- und Fabrikationslaboratorien untergebracht. Bis 2005 war auf diesem Grundstück der Hauptsitz der Weleda AG.
Die Futurum AG und die Der kommende Tag AG waren als sogenannte «Assoziationen» gegründet worden, um der Verbreitung der Dreigliederungs-Idee durch eine allmähliche Wirtschaftsreform einen neuen Auftrieb zu geben. Weiterhin sollten diese beiden Betriebe die finanziellen Mittel für das Fortführen der verschiedenen Initiativen innerhalb der anthroposophischen Bewegung – zum Beispiel des Aufbaus des Goetheanums der «Freien Waldorfschule Stuttgart» - sichern. Daher betonte Rudolf Steiner, dass sowohl die Arzneimittel wie auch die Naturkosmetik Gewinn bringen müssten und sich nicht gegenseitig finanzieren dürften, da ansonsten das große Ziel gefährdet sei.
Infolge einer Liquiditätskrise bei der Futurum AG im Jahr 1922 wurde die Firma in Internationale Laboratorien AG (ILAG) umbenannt und es wurden neue Aktien ausgegeben. Da auch die deutsche Vorläuferfirma der Weleda Der kommende Tag AG im Jahr 1922 kurz vor dem Konkurs stand, bat Rudolf Steiner auf der Hauptversammlung die Aktionäre Des kommenden Tages, ihre Anteile an die ILAG zu verschenken, da er hoffte, dass durch diesen Schritt das Überleben beider Firmen gewährleistet sein würde.
Nachdem die Mitglieder dem zugestimmt hatten, firmierte die neu fusionierte Firma ab dem 21. November 1922 unter dem Namen Internationale Laboratorien und Klinisch-Therapeutisches Institut Arlesheim A.G. Damit wurden die Einrichtungen in Deutschland Zweigniederlassungen der Schweizer Muttergesellschaft. Da dieser ursprüngliche Name sehr lang war und vor allem im internationalen Vertrieb Schwierigkeiten bereitete, einigte man sich am 7. September 1924 auf den Namen Weleda. Der neue Name wurde am 20. September 1924 in Deutschland und am 25. September 1924 in der Schweiz markenrechtlich geschützt.
Der Name geht auf die germanische Seherin Veleda zurück. Der Firmenname deutet an, dass die Quelle der Heilkunst gemäß anthroposophischem Verständnis im übersinnlichen Bereich liegt. Weleda wird aber mit W statt mit V geschrieben, da befürchtet wurde, dass in manchen Sprachen das V wie ein F ausgesprochen werden könnte. Seither wird der Name sowohl für alle Tochterunternehmen als auch für die Erzeugnisse der Firma verwendet. Am 10. Dezember 1928 wurde vom Verwaltungsrat beschlossen, dass auch die ILAG den Namen Weleda AG bekommen sollte, und dementsprechend wurde dies dann in den Handelsregistern eingetragen.
Das Firmenlogo leitet sich ab vom Äskulapstab, einem Symbol des ärztlichen und pharmazeutischen Standes.

### Expansion und internationaler Ausbau (ab 1925)
Im Jahr 1925 umfasste die Produktpalette von Weleda rund 360 Einzelpräparate. Besonders in den späten 1920er Jahren wurden verschiedene Kosmetika entwickelt: Toilettenmilch (später Irismilch), Coldcream, Massageöl, Rosmarinbad, Hautcreme, Seife, Rasierseife, Sonnenschutzcreme, Haarwaschpulver, Fichtennadelbad, Lavendelwasser und Arnikaessenz.
Im November 1924 hatte der Standort Schwäbisch Gmünd, an dem seit Oktober 1924 Wilhelm Pelikan die Direktion der Fabrikation übernommen hatte, zwölf Mitarbeiter. 1939 waren es 150 Mitarbeiter.
Zwischen 1925 und 1928 verdoppelte sich der Gesamtumsatz von Weleda. Produziert wurde in Arlesheim und Schwäbisch Gmünd. Laboratorien befanden sich in Stuttgart, Schwäbisch Gmünd und Arlesheim. Der Geschäftsbericht von 1928 nennt auch ein Laboratorium im französischen St. Louis. In den 1920er Jahren wurden verschiedene Tochtergesellschaften gegründet: The British Weleda Co. Ltd. (1924), de Handelsonderneming Weleda (Niederlande, 1926), The American Arlesheim Laboratories (1926), Veleda-Ges.m.b.H. (Tschechien, 1926).

### Zeit des Nationalsozialismus
Als Niederlassung einer Schweizer AG überstand die Weleda AG in Schwäbisch Gmünd, anders als andere anthroposophische Unternehmen, Verbände und Schulen, das NS-Regime und die Kriegsjahre bruchlos.  Während der Zeit des Nationalsozialismus betrieb das in der Schweiz ansässige Unternehmen, neben Standorten im Ausland, zwei Werke im Deutschen Reich, eines in Stuttgart und eines in Schwäbisch Gmünd. Im Jahr 1940 wird die Zahl der Mitarbeiter der beiden Werke mit 140 angegeben. 1944 waren es 35 Mitarbeiter in Stuttgart und 102 in Schwäbisch Gmünd, wovon keine Zwangsarbeiter waren. Weleda war, wie alle Unternehmen in der NS-Zeit, von der Rohstoffverknappung im Deutschen Reich betroffen und unternahm Anstrengungen, den Status als kriegsrelevanter Betrieb zu erhalten, um die Stilllegung des Unternehmens zu vermeiden. Durch Atteste einer Vielzahl von Ärzten gelang es Weleda, sieben Produkte als kriegsrelevant einstufen zu lassen, wodurch der Fortbestand des Unternehmens gesichert wurde.
Das Verhältnis zum Nationalsozialismus war ambivalent. So kooperierte Weleda beispielsweise mit der nationalsozialistischen Deutschen Versuchsanstalt für Ernährung und Verpflegung, einer SS-eigenen GmbH.
Franz Lippert war bis 1939 Chefgärtner im Heilpflanzengarten der Weleda in Schwäbisch Gmünd. Zwei Jahre nach der Beendigung seines Beschäftigungsverhältnisses bei Weleda wurde er 1942 zum leitenden Gärtner der biologisch-dynamischen Plantage im Konzentrationslager Dachau, die durch Zwangsarbeit aufgebaut und bewirtschaftet wurde und in der mindestens 800 Menschen zu Tode kamen.
In den 1980er Jahren geriet das Unternehmen durch einen Bericht von Götz Aly in die Kritik, weil es dem KZ-Arzt und Himmler-Protegé Sigmund Rascher, einem ehemaligen Waldorfschüler, eine „Frostschutzcreme“ geliefert hatte. Ende der 1990er Jahre entschuldigte sich das Unternehmen schriftlich bei der Aktion Kinder des Holocaust (AKdH) und sicherte dem Historischen Seminar der Universität Basel die Möglichkeit einer wissenschaftlichen Aufarbeitung durch eine Öffnung seiner Firmenarchive zu.
In den folgenden Untersuchungen wurde belegt, dass Rascher bei Weleda 20 kg der am Markt erhältlichen „Frostschutzcreme“ bestellte und diese an seine Privatadresse geliefert bekam. Sigmund Rascher unterzog Häftlinge des KZ Dachau Unterkühlungsversuchen, um Behandlungsmöglichkeiten für die Verletzungen von ins Meer abgestürzten Wehrmachtspiloten zu finden. Aus der Bestellung Raschers und dem überlieferten Schriftwechsel ging der Zweck des Einsatzes nicht hervor. Weleda gab an, von der Verwendung der Creme aufgrund der Geheimhaltungsstufe der Versuche Raschers keine Kenntnis gehabt zu haben. Da die Creme und ihre Wirkungsweise schon 1924 in Gutachten der Firma festgehalten worden waren und als bewährt galten, hatte das Unternehmen kein wirtschaftliches oder pharmazeutisches Interesse, die Creme durch solche Untersuchungen „bestätigen“ zu lassen. Es ist naheliegend, dass Rascher die „Frostschutzcreme“ bei seinen Versuchen eingesetzt hat, es wurden für den tatsächlichen Einsatz aber keine Belege oder Ergebnisse eines möglichen Einsatzes gefunden. Aus den überlieferten Unterlagen geht hervor, dass Weleda wegen der Rohstoffverknappung einige Bestandteile zur Herstellung der bestellten „Frostschutzcreme“ fehlten und das Unternehmen im Januar 1943 je 5 kg gelbe und weiße Vaseline über das „Ahnenerbe“ der SS aus dem Hauptsanitätslager der Waffen-SS erhielt.

### Jüngere Entwicklungen (ab 1945)

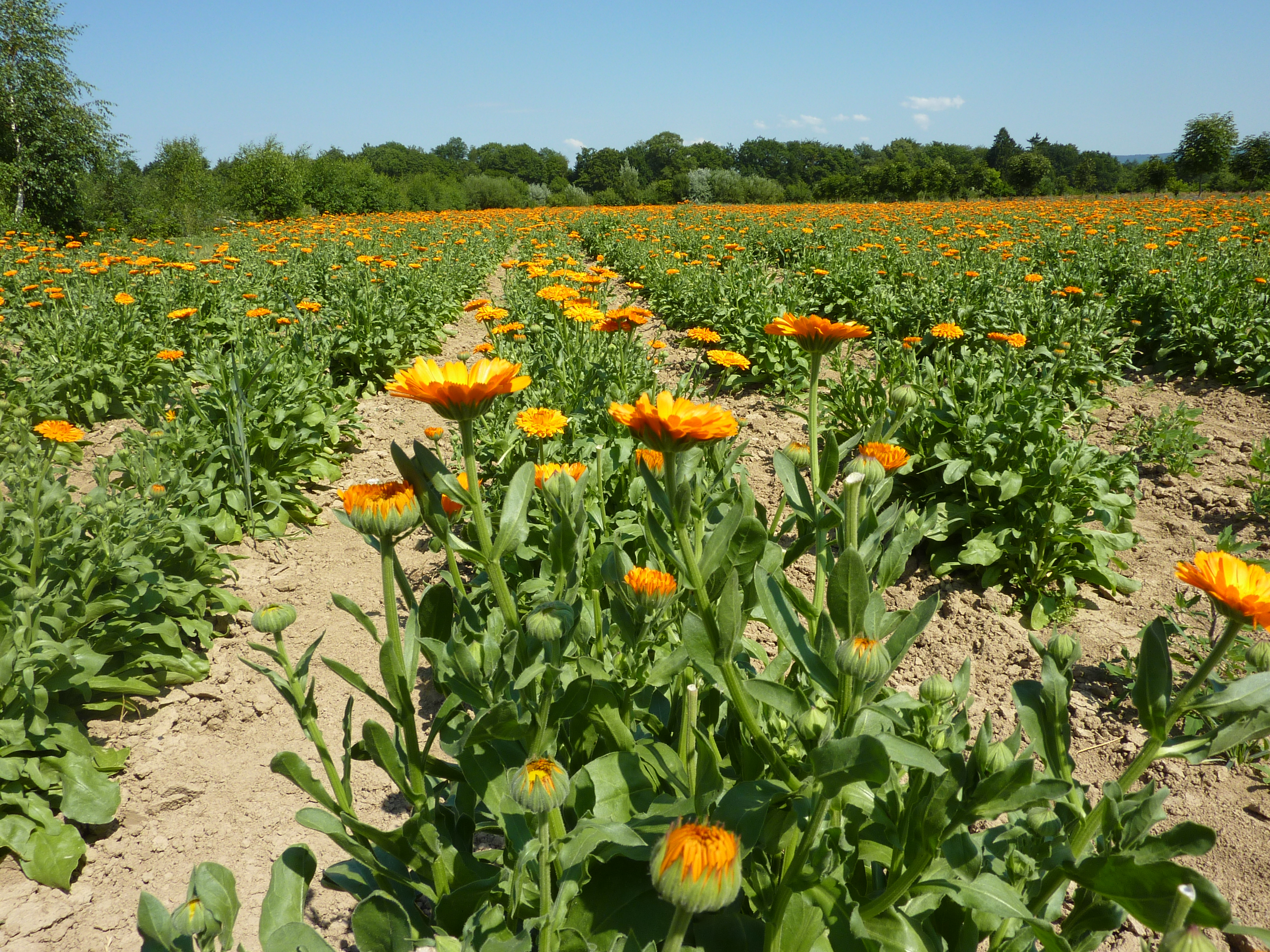
Ringelblumen-Feld im Weleda-Heilpflanzengarten

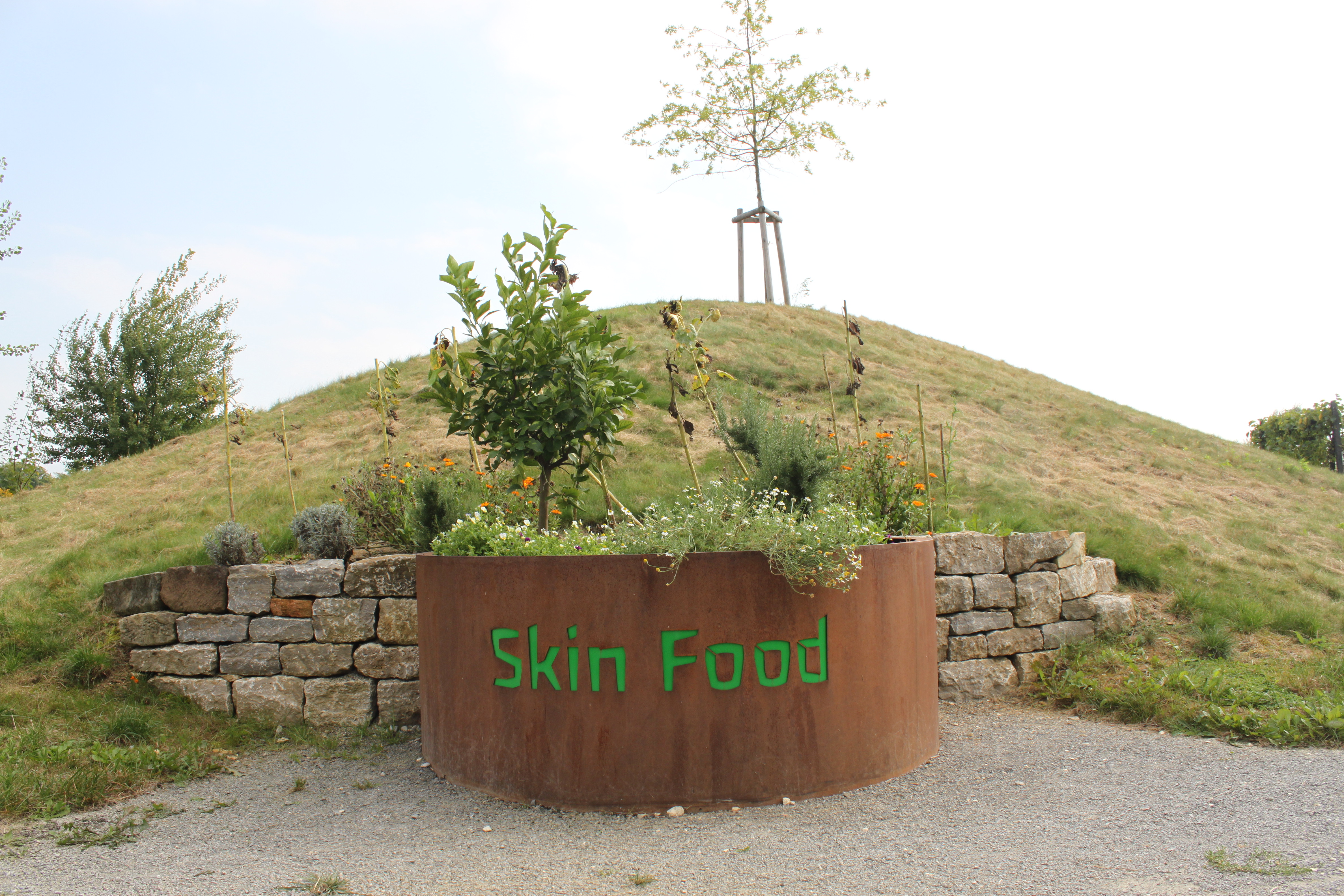
Skin-Food-Pflanzen im Weleda-Erlebniszentrum in Schwäbisch Gmünd

Im Jahre 1964 wurde das Krebs-Arzneimittel „Iscador“ bei den Krankenkassen zugelassen, und seit 1976 wirken Weleda-Mitarbeiter in der Deutschen Homöopathischen Arzneimittel-Kommission an den Arzneibuch-Monografien des Homöopathischen Arzneibuchs (HAB) mit. 1965 gründete der niederländische Pharmazeut, Anthroposoph und Medizinhistoriker Willem Frans Daems die Ärzteabteilung der Weleda-AG. Fast alle aufgeführten mineralischen, als wärmebehandelt und rhythmisch behandelt bezeichneten Arzneimittel gehen auf Weleda zurück. Das Sortiment umfasst über 120 Naturkosmetikprodukte und über 1000 Fertig-Arzneimittel. Das Unternehmen beschäftigt zurzeit 2371 Mitarbeiter weltweit (1000 davon in Schwäbisch Gmünd). Weleda ist nach den Regelwerken EU-Ökoaudit-Verordnung und nach der Norm ISO 14001 zertifiziert.
Im Juli 2006 wurden der Heilpflanzenanbau und die Pflanzenverarbeitung in die hundertprozentige Tochterfirma Weleda Naturals ausgegliedert. Die Weleda Naturals stellte jährlich rund 450 verschiedene Tinkturen und Ölauszüge aus Frischpflanzen und getrockneten Kräutern her, die als Ausgangsstoffe für die Arzneimittel und Körperpflegeprodukte verwendet wurden. 2014 wurde die Weleda Naturals GmbH in die Weleda AG integriert. Im firmeneigenen Heilpflanzengarten werden rund 260 verschiedene Heilpflanzen angebaut, die zum großen Teil nach der Ernte sofort als Frischpflanze verarbeitet werden. Mit 23 Hektar in biologisch-dynamischer Anbauweise ist er der größte Heilpflanzengarten Europas mit Freilandanbau für einheimische Arten und Gehölze sowie Gewächshäusern für die Jungpflanzenzucht und tropische Pflanzen.
2008 kam es, angeblich infolge einer IT-Umstellung, zu Problemen in der Lieferkette. Bereits bestellte Heilmittel wurden nicht mehr ausgeliefert, weil Weleda nicht in der Lage war, Rechnungen zu erstellen. Daraufhin musste die nur begrenzt haltbare Ware in großen Mengen vernichtet werden. Nach einem Verlust von zunächst drei und dann 8,6 Millionen Euro im Jahr 2011 wurden der Geschäftsleitung und dem Verwaltungsrat Inkompetenz attestiert und die komplette Absetzung anberaumt. Ende 2011 stand die Weleda AG vor dem Ruin. Der Jahresverlust betrug 10 Millionen Franken. Deshalb wurde fast die komplette Unternehmensführung ausgewechselt. Ein neuer Geschäftsführer, der Betriebswirt Ralph Heinisch, bemühte sich Ende 2011 und Anfang 2012, die Insolvenz abzuwenden. 2012 kam es zu einer umfassenden Reorganisation des Unternehmens. Der Verwaltungsrat wurde von den Aktionären neu besetzt und Ralph Heinisch als Geschäftsführer eingesetzt. Im selben Jahr erwirtschaftete Weleda einen Überschuss von 0,5 Mio. Euro nach Steuern bei einem Umsatz von 322,5 Mio. Euro (+5 Prozent). Die Schulden konnten verringert werden. Seitdem ist der Umsatz stetig gestiegen.
2009 zertifizierte Weleda seine Naturkosmetikprodukte nach den Richtlinien des Ende 2008 von Naturkosmetikherstellern gegründeten NATRUE-Labels und erzielte 2009 ein Umsatzwachstum von 13 Prozent auf 399,4 Millionen Franken.
Im Jahr 2018 wuchs der Umsatz um 2,8 Prozent. Heute ist Weleda der drittgrößte Hersteller von Babypflege-Produkten in Deutschland und Marktführer bei zertifizierter Naturkosmetik in Europa. 2011 erreichte Weleda in Deutschland einen Marktanteil von 28 Prozent.
Seit 2021 werden homöopathische Mittel wegen fehlender Wirksamkeitsnachweise in der französischen Grundversorgung nicht mehr bezuschusst. Dies hatte bei Weleda Frankreich einen Umsatzrückgang von 70 % im Bereich Arzneimittel zur Folge. Als Reaktion wurde die Arzneimittelproduktion am französischen Standort Huningue eingestellt und Stellen bei Weleda Frankreich wurden abgebaut.

## Engagement

### Gesellschaftliches Engagement

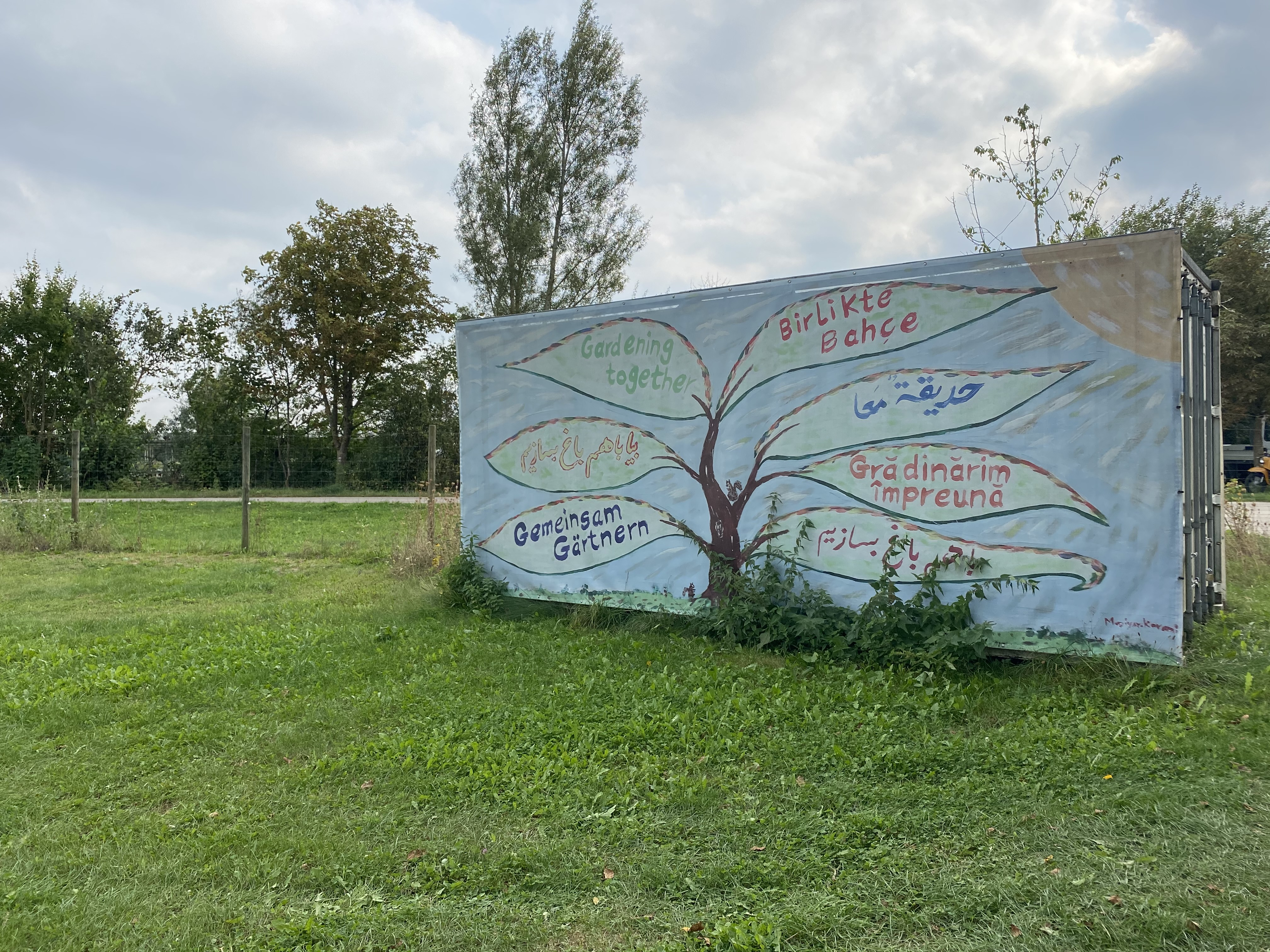
Ehrenamtsprojekt Gemeinsam gärtnern im Heilpflanzengarten

2014 war Weleda Projektpartner der baden-württembergischen Landesgartenschau in Schwäbisch Gmünd. Seit Ende 2015 leistet Weleda mit dem Programm Vielfalt gewinnt! einen Beitrag dazu, Perspektiven für Menschen mit Fluchterfahrung zu schaffen. Im Ehrenamtsprojekt Gemeinsam gärtnern haben Mitarbeitende der Weleda und geflüchtete Menschen seit Anfang 2016 gemeinsam einen Garten geschaffen, der seitdem Raum für interkulturelle Begegnung und Miteinander ist.  Weleda betreibt außerdem das Programm Beruf und Familie für die Vereinbarkeit von Berufs- und Familienleben, das unter anderem einen betriebseigenen Kindergarten bietet und ein Generationen-Netzwerk, ein Programm zur Vernetzung der Mitarbeitenden und ehemaligen Mitarbeitenden im Ruhestand, die sich im Rahmen des Netzwerks seit 2004 zusammentun, um einander bei Gartenarbeit, Einkauf oder Kinderbetreuung auszuhelfen. Auch Projekte der regionalen Vernetzung werden gefördert, beispielsweise bezieht Weleda seit 2013 den Kaffee für die Mitarbeitenden aus der Kaffeerösterei El Molinillo, einer Werkstätte für Menschen mit Behinderung.

### Umweltschutz und Nachhaltigkeit

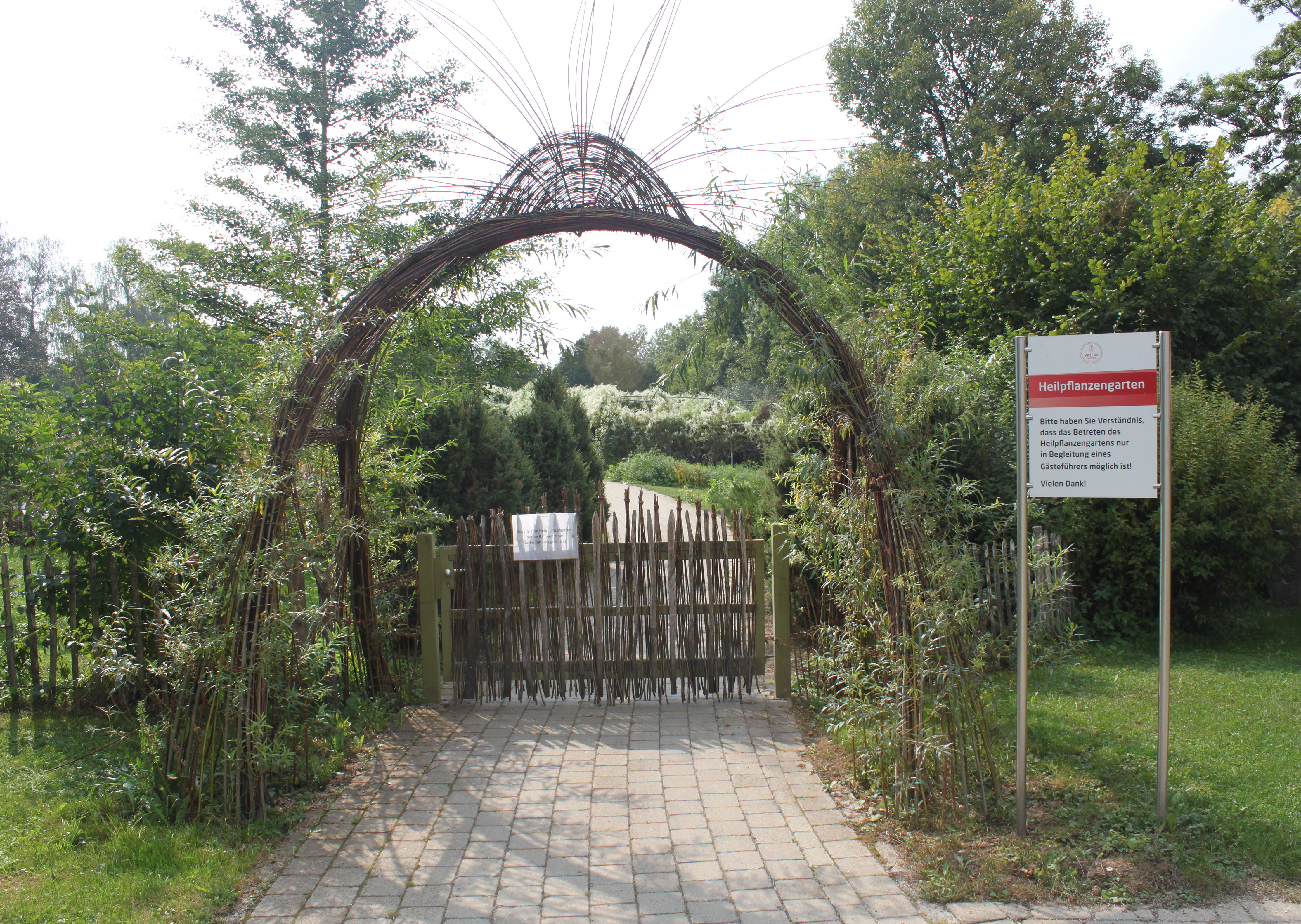
Eingang Weleda-Heilpflanzengarten in Schwäbisch Gmünd

Weleda unterstützt zahlreiche Umweltschutz- und Nachhaltigkeitsprojekte. Das Unternehmen plant, ab 2022 jährlich 1 Prozent des weltweiten Umsatzes, aktuell mehr als 4 Millionen Euro, in Klimaschutz und den Erhalt der Biodiversität zu investieren. Seit 2011 ist das Unternehmen Mitglied der Union for Ethical Biotrade (UEBT). Seit 2018 besitzt Weleda das UEBT-Zertifikat „Sourcing with respect“. Das Zertifikat garantiert, dass bei Anbau, Ernte und Verarbeitung der Rohstoffe die Biodiversität erhalten wird und Ressourcen nachhaltig genutzt werden sowie Menschenrechte eingehalten werden und faire Arbeitsbedingungen bei allen Beteiligten herrschen. 2013 hat sich Weleda zu einer vollständigen Rückverfolgung seiner Rohmaterialien mit EMAS verpflichtet. Mit der Unterstützung von Weleda setzt sich die Nichtregierungsorganisation Borneo Orangutan Survival Deutschland (BOS) für die Aufforstung des Waldes und dessen Artenvielfalt ein und forstet ein Gebiet von 55 ha auf. Zudem ist das Unternehmen Mitglied des Forum Nachhaltiges Palmöl, das den nachhaltigen Anbau von Palmöl und die Transparenz von Lieferketten fördert. Weleda ist auch Partnerunternehmen des Projekts HektarNektar, das sich für den Schutz von Wild- und Honigbienen einsetzt. Weleda bewirtschaftet weltweit sieben Heilpflanzengärten, in denen die Pflanzen für Arzneimittel und Kosmetikprodukte auf biologisch-dynamische Weise angebaut werden. Am Standort Schwäbisch Gmünd befindet sich mit 23 ha Fläche der größte Heilpflanzengarten Europas, in dem über 2.000 Pflanzenarten wachsen. Im Rahmen der UN-Dekade Biologische Vielfalt wurde der Garten 2017 ausgezeichnet. Zusammen mit dem gemeinnützigen Unternehmen ProjectTogether führt Weleda unter dem Namen Living Soil Journey eine Informations- und Kommunikationskampagne für mehr Biodiversität und Bodenschutz durch.
Anlässlich der Feier von 100 Jahren Weleda ging die Firma eine Partnerschaft mit der gemeinnützigen Organisation treesisters ein und unterstützt die weltweite Aufforstung. Ziel der Kooperation ist das Pflanzen von einer Million Bäumen.

### Auszeichnungen
- 2005: Innovativpreis für zukunftsweisende familienorientierte Maßnahmen.[61][62]
- 2010: «Demografie Exzellenz Award» für das Weleda Generationen-Netzwerk vom Bund Deutscher Unternehmensberater.
- 2016: Swiss Ethics Award des Swiss Excellence Forum für das Projekt «Ethische Beschaffung natürlicher Rohstoffe».
- 2016: Auszeichnung als Nachhaltigsten Marke Deutschlands 2016 des Deutschen Nachhaltigkeitspreises.[63]
- 2017: CSR-Preis der Bundesregierung für verantwortungsvolles Lieferkettenmanagement.[64]
- 2021: B-Corp-Zertifizierung.[65]

## Kritik
2012 wurde publik, dass Weleda ein dubioses Internet-Blog mitfinanzierte (Jahresvolumen 43.000 Euro), das „Kritiker ihrer Produkte anschwärzt – bei jedem herkömmlichen Pharmakonzern wäre dies ein Skandal“, wie in den Medien berichtet wurde. Dabei habe es sich um den Blogger Claus Fritzsche, einen Betreiber mehrerer Webseiten, gehandelt, der sich als Medizin- und Wissenschaftsjournalist bezeichnete und sich auf diesen der Diffamierung von Kritikern komplementärmedizinischer Praktiken widmete. Dabei verwendete Fritzsche verschiedene Server, die sich gegenseitig verlinkten, um so unter anderem die Google-Suchergebnisse zu manipulieren und die Kritik in den Vordergrund zu rücken. Ein Opfer dieser Praxis war der britische Forscher Edzard Ernst. Weleda stellte im Juli 2012 die Finanzierung ein, nachdem Jens Lubbadeh in der Süddeutschen Zeitung diese Vorgehensweise kritisiert hatte.

## Veröffentlichungen
- Rudolf Steiner Nachlassverwaltung (Hrsg.): Rudolf Steiner und die Gründung der Weleda (= Beiträge zur Rudolf Steiner Gesamtausgabe. Nr. 118/119, ZDB-ID 302064-2). Rudolf Steiner Verlag, Dornach 1997.
- Weleda AG (Hrsg.): Das Wissen der Weleda Gärtner. Verlag Eugen Ulmer, Stuttgart 2019, ISBN 978-3-8186-0900-9.

## Filme
- Kosmetik aus der Natur – Weleda in Schwäbisch Gmünd. Dokumentarfilm, Deutschland, 2015, 29:47 Min., Buch und Regie: Thomas Eberding, Produktion: SWR, Reihe: made in Südwest, Erstsendung: 19. August 2015 bei SWR, Inhaltsangabe von ARD.